# Mayantoc
Mayantoc é um município de  terceira classe de renda municipal (d) na província Tarlac, nas Filipinas. De acordo com o censo de 1 de maio  de  2020 possui uma população de 32 597 pessoas e 8 232 domicílios.